# Élections municipales islandaises de 2010
Les élections municipales islandaises de 2010 ont eu lieu le 29 mai 2010.

## Résultats dans les grandes villes

### Résultats àReykjavik
Source: IceNews 
| Partis                            | Partis                                    | Voix   | %     | +/−  | Sièges | +/−           |
| --------------------------------- | ----------------------------------------- | ------ | ----- | ---- | ------ | ------------- |
|                                   | Meilleur parti (Æ)                        | 20 666 | 34,72 | Nv.  | 6      | Nv.           |
|                                   | Parti de l'indépendance (D)               | 20 006 | 33,61 | 9,26 | 5      | 2             |
|                                   | L'Alliance (S)                            | 11 344 | 19,06 | 8,29 | 3      | 1             |
|                                   | Mouvement des verts et de gauche (V)      | 4 255  | 7,15  | 6,32 | 1      | 1             |
|                                   | Parti du progrès (B)                      | 1 629  | 2,74  | 3,51 | 0      | 1             |
|                                   | Liste des offrandes de Reykjavik (E)      | 681    | 1,14  | Nv.  | 0      | Nv.           |
|                                   | Liste de candidature pour l'honnêteté (H) | 668    | 1,12  | Nv.  | 0      | Nv.           |
|                                   | Parti libéral (F)                         | 274    | 0,46  | 9,60 | 0      | 1             |
|                                   |                                           |        |       |      |        |               |
| Votes valides                     | Votes valides                             | 59 523 | 94,45 |      |        |               |
| Votes blancs                      | Votes blancs                              | 3 238  | 5,14  |      |        |               |
| Votes nuls                        | Votes nuls                                | 258    | 0,41  |      |        |               |
| Total                             | Total                                     | 63 019 | 100   | -    | 15     | en stagnation |
| Abstentions                       | Abstentions                               | 22 789 | 26,56 |      |        |               |
| Nombre d'inscrits / participation | Nombre d'inscrits / participation         | 85 808 | 73,44 |      |        |               |

### Résultats àKópavogur
| Partis                            | Partis                               | Voix   | %     | +/−   | Sièges | +/−           |
| --------------------------------- | ------------------------------------ | ------ | ----- | ----- | ------ | ------------- |
|                                   | Parti de l'indépendance (D)          | 4 142  | 30,16 | 15,14 | 4      | 1             |
|                                   | L'Alliance (S)                       | 3 853  | 28,05 | 3,79  | 3      | 1             |
|                                   | Ensuite, le meilleur parti (X)       | 1 901  | 13,84 | Nv.   | 1      | Nv.           |
|                                   | Liste de la population (Y)           | 1 407  | 10,24 | Nv.   | 1      | Nv.           |
|                                   | Mouvement des verts et de gauche (V) | 1 341  | 9,76  | 0,83  | 1      | en stagnation |
|                                   | Parti du progrès (B)                 | 991    | 7,22  | 5,05  | 1      | en stagnation |
|                                   | Liste F (F)                          | 99     | 0,72  | Nv.   | 0      | Nv.           |
|                                   |                                      |        |       |       |        |               |
| Votes valides                     | Votes valides                        | 13 734 | 93,40 |       |        |               |
| Votes blancs                      | Votes blancs                         | 915    | 6,22  |       |        |               |
| Votes nuls                        | Votes nuls                           | 55     | 0,37  |       |        |               |
| Total                             | Total                                | 14 704 | 100   | -     | 11     | en stagnation |
| Abstentions                       | Abstentions                          | 6 692  | 31,28 |       |        |               |
| Nombre d'inscrits / participation | Nombre d'inscrits / participation    | 21 396 | 68,72 |       |        |               |

### Résultats àHafnarfjörður
| Partis                            | Partis                               | Voix   | %     | +/−   | Sièges | +/−           |
| --------------------------------- | ------------------------------------ | ------ | ----- | ----- | ------ | ------------- |
|                                   | L'Alliance (S)                       | 4 053  | 40,92 | 15,45 | 5      | 2             |
|                                   | Parti de l'indépendance (D)          | 3 682  | 37,17 | 9,10  | 5      | 2             |
|                                   | Mouvement des verts et de gauche (V) | 1 448  | 14,62 | 2,19  | 1      | en stagnation |
|                                   | Parti du progrès (B)                 | 722    | 7,29  | 4,16  | 0      | en stagnation |
|                                   |                                      |        |       |       |        |               |
| Votes valides                     | Votes valides                        | 9 905  | 85,47 |       |        |               |
| Votes blancs                      | Votes blancs                         | 1 578  | 13,62 |       |        |               |
| Votes nuls                        | Votes nuls                           | 106    | 0,91  |       |        |               |
| Total                             | Total                                | 11 589 | 100   | -     | 11     | en stagnation |
| Abstentions                       | Abstentions                          | 6 243  | 35,01 |       |        |               |
| Nombre d'inscrits / participation | Nombre d'inscrits / participation    | 17 832 | 64,99 |       |        |               |

### Résultats àAkureyri
| Partis                            | Partis                               | Voix   | %     | +/−   | Sièges | +/−           |
| --------------------------------- | ------------------------------------ | ------ | ----- | ----- | ------ | ------------- |
|                                   | Liste du peuple (L)                  | 4 142  | 45,03 | 35,26 | 6      | 5             |
|                                   | Parti de l'indépendance (D)          | 1 220  | 13,26 | 18,53 | 1      | 3             |
|                                   | Parti du progrès (B)                 | 1 177  | 12,79 | 2,59  | 1      | en stagnation |
|                                   | Mouvement des verts et de gauche (V) | 960    | 10,44 | 5,80  | 1      | 1             |
|                                   | L'Alliance (S)                       | 901    | 9,79  | 13,81 | 1      | 2             |
|                                   | Annuaire municipal (A)               | 799    | 8,69  | Nv.   | 1      | Nv.           |
|                                   |                                      |        |       |       |        |               |
| Votes valides                     | Votes valides                        | 9 199  | 96,45 |       |        |               |
| Votes blancs                      | Votes blancs                         | 310    | 3,25  |       |        |               |
| Votes nuls                        | Votes nuls                           | 28     | 0,29  |       |        |               |
| Total                             | Total                                | 9 537  | 100   | -     | 11     | en stagnation |
| Abstentions                       | Abstentions                          | 3 240  | 25,36 |       |        |               |
| Nombre d'inscrits / participation | Nombre d'inscrits / participation    | 12 777 | 74,64 |       |        |               |

### Résultats àReykjanesbær
| Partis                            | Partis                               | Voix  | %     | +/−  | Sièges | +/−           |
| --------------------------------- | ------------------------------------ | ----- | ----- | ---- | ------ | ------------- |
|                                   | Parti de l'indépendance (D)          | 3 278 | 52,75 | 5,14 | 7      | en stagnation |
|                                   | L'Alliance (S)                       | 1 762 | 28,36 | Nv.  | 3      | Nv.           |
|                                   | Parti du progrès (B)                 | 868   | 13,97 | Nv.  | 1      | Nv.           |
|                                   | Mouvement des verts et de gauche (V) | 306   | 4,92  | 0,39 | 0      | en stagnation |
|                                   |                                      |       |       |      |        |               |
| Votes valides                     | Votes valides                        | 6 214 | 93,48 |      |        |               |
| Votes blancs                      | Votes blancs                         | 376   | 5,66  |      |        |               |
| Votes nuls                        | Votes nuls                           | 57    | 0,86  |      |        |               |
| Total                             | Total                                | 6 647 | 100   | -    | 11     | en stagnation |
| Abstentions                       | Abstentions                          | 2 708 | 28,95 |      |        |               |
| Nombre d'inscrits / participation | Nombre d'inscrits / participation    | 9 355 | 71,05 |      |        |               |

### Résultats àGarðabær
| Partis                            | Partis                            | Voix  | %     | +/−  | Sièges | +/−           |
| --------------------------------- | --------------------------------- | ----- | ----- | ---- | ------ | ------------- |
|                                   | Parti de l'indépendance (D)       | 3 322 | 63,47 | 1,03 | 5      | 1             |
|                                   | Liste des personnes en ville (M)  | 832   | 15,90 | Nv.  | 1      | Nv.           |
|                                   | L'Alliance (S)                    | 798   | 15,25 | Nv.  | 1      | Nv.           |
|                                   | Parti du progrès (B)              | 282   | 5,39  | Nv.  | 0      | Nv.           |
|                                   |                                   |       |       |      |        |               |
| Votes valides                     | Votes valides                     | 5 234 | 94,02 |      |        |               |
| Votes blancs                      | Votes blancs                      | 307   | 5,51  |      |        |               |
| Votes nuls                        | Votes nuls                        | 26    | 0,47  |      |        |               |
| Total                             | Total                             | 5 567 | 100   | -    | 7      | en stagnation |
| Abstentions                       | Abstentions                       | 2 289 | 29,14 |      |        |               |
| Nombre d'inscrits / participation | Nombre d'inscrits / participation | 7 856 | 70,86 |      |        |               |

### Résultats àMosfellsbær
| Partis                            | Partis                                       | Voix  | %     | +/−   | Sièges | +/−           |
| --------------------------------- | -------------------------------------------- | ----- | ----- | ----- | ------ | ------------- |
|                                   | Parti de l'indépendance (D)                  | 1 822 | 49,82 | 2,35  | 4      | 1             |
|                                   | Le mouvement de population à Mosfellsbær (M) | 556   | 15,20 | Nv.   | 1      | Nv.           |
|                                   | L'Alliance (S)                               | 441   | 12,06 | 12,16 | 1      | 1             |
|                                   | Mouvement des verts et de gauche (V)         | 428   | 11,70 | 0,43  | 1      | en stagnation |
|                                   | Parti du progrès (B)                         | 410   | 11,21 | 4,96  | 0      | 1             |
|                                   |                                              |       |       |       |        |               |
| Votes valides                     | Votes valides                                | 3 657 | 92,84 |       |        |               |
| Votes blancs                      | Votes blancs                                 | 268   | 6,80  |       |        |               |
| Votes nuls                        | Votes nuls                                   | 14    | 0,36  |       |        |               |
| Total                             | Total                                        | 3 939 | 100   | -     | 7      | en stagnation |
| Abstentions                       | Abstentions                                  | 1 855 | 32,02 |       |        |               |
| Nombre d'inscrits / participation | Nombre d'inscrits / participation            | 5 794 | 67,98 |       |        |               |